# 시노노메촌 (아키타현)
시노노메촌(東雲村)은 아키타현 야마모토군에 있던 촌이다. 현재의 노시로시 북부, 요네시로강의 우안에 해당한다.

## 역사
- 1889년 4월 1일 - 정촌제 시행에 의해 호노키세촌, 니하타촌, 훗코시촌, 마카베치촌, 무카이노시로촌, 오치아이촌, 스다촌, 다코촌, 이와오촌의 구역으로 구성해 성립하였다.
- 1940년 10월 1일 - 노시로미나토정, 사카키촌과 합병해 노시로시가 성립하였다. 동일 시노노메촌은 폐지되었다.

## 교통

### 철도
- 철도성 (현:동일본 여객철도)
  - 고노선

### 도로
- 노시로 가도 (현:국도 101호선)